# タマバエ
タマバエは、ハエ目（双翅目）タマバエ科（Cecidomyiidae）に分類される昆虫の総称。世界で約4600種以上が記録されている。なおハエと名がつくが、分類学的にはカに近い仲間である。

## 概要

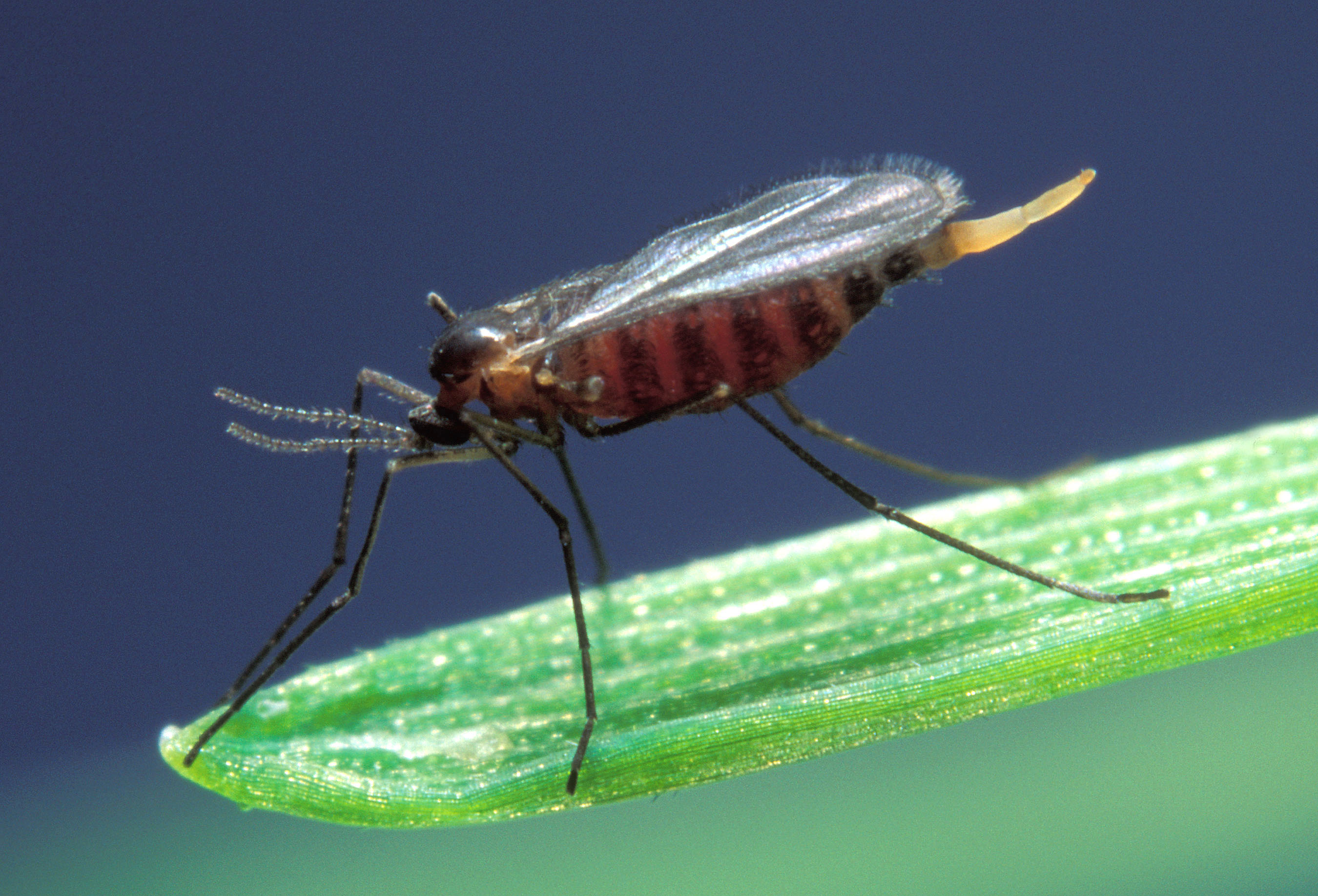
ヘシアンバエ

タマバエのほとんどの種は、成虫の体長が1-3mm程度と小型である。触角は長く、翅は毛で覆われる。
タマバエの多くの種は外部寄生性であり、幼虫がハチ目の昆虫や植物などに寄生して生活していることが知られている。植物を利用する種は虫こぶを形成する事が多い。また Mycophila 属の種などで、幼生生殖を行うことが知られている。

## 人間との関わり

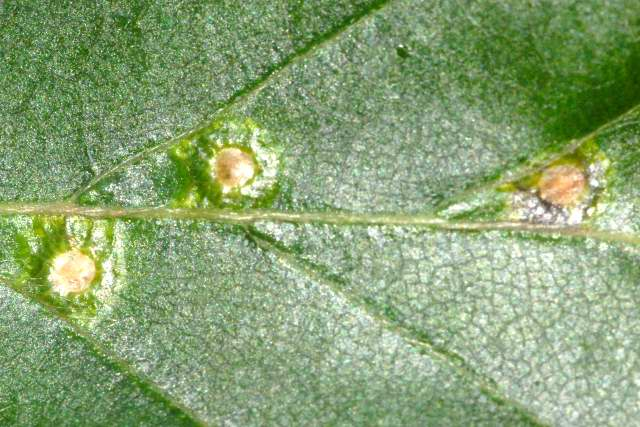
タマバエの1種 Hartigiola annulipes によって作られた虫こぶ

タマバエの中には、農作物に被害を及ぼすハチなどの天敵となる種があり、生物的防除に用いられることがある。特によく知られているのはショクガタマバエ Aphidoletes aphidomyza であり、ハチやアブラムシの天敵としてしばしば導入されており、その防除効果が認められている。
一方、植物の葉などを利用して虫こぶを形成するような種は、農作物や花卉に被害をもたらすため、農業害虫として扱われる。特にヘシアンバエは、コムギやオオムギに深刻な被害をもたらす害虫として知られる。また、ランツボミタマバエ Contarinia maculipennis は、デンドロビウム・ファレノプシスなどの洋ランに寄生して被害をもたらしている。またキノコを利用する種もおり、キノコ栽培場に発生する害虫として扱われることもある。

## 分類
タマバエ科には、Cecidomyiinae、Lestremiinae、Porricondylinae の3亜科が所属し、さらに複数の族に細分される。種数としては、Cecidomyiinae 亜科にタマバエ科の8割の種が分類され、Lestremiinae 亜科、Porricondylinae 亜科にそれぞれ約1割の種が所属する。
以下に主な亜科と族を示した。
- Cecidomyiinae 亜科
  - Alycaulini
  - Aphidoletini
  - Asphondyliini (Polystephini と Schizomyiini を含む)
  - Brachineurini
  - Cecidomyiini
  - Clinodiplosini
  - Kiefferiini
  - Lasiopterini
  - Ledomyiini
  - Lestodiplosini
  - Mycodiplosini
  - Oligotrophini
  - Rhizomyiini
  - Trotteriini
- Lestremiinae 亜科
  - Acoenoniini
  - Baeonotini
  - Campylomyzini
  - Catochini
  - Catotrichini
  - Forbesomyiini
  - Lestremiini
  - Micromyini (Aprionini と Bryomyiini を含む)
  - Peromyiini
- Porricondylinae 亜科
  - Asynaptini
  - Diallactiini
  - Dicerurini
  - Dirhizini
  - Heteropezini
  - Porricondylini (Holoneurini を含む)
  - Winnertziini